# 佐藤嘉秋
佐藤 嘉秋（さとう よしあき、1916年11月16日 - ）は、日本の競馬騎手、競走馬調教師。神奈川県横浜市出身。
1934年に騎手デビュー。第二次大戦後、牝馬として初めて皐月賞に優勝したトキツカゼや、それぞれ優駿牝馬（オークス）優勝馬のヤシマヒメ、フェアマンナの主戦騎手を務め、1960年の引退までに通算1399戦195勝、うち重賞7勝を挙げた。翌1961年より調教師に転じ、1976年に管理馬クライムカイザーで東京優駿（日本ダービー）に優勝している。1994年に定年引退。調教師通算3749戦235勝、うち重賞5勝。
父は騎手兼調教師の佐藤嘉七。騎手・調教助手の橋口満朗は娘婿である。

## 経歴
1916年、横浜競馬場所属の騎手だった佐藤嘉七の長男として生まれる。競馬場内で起居しながら旧制本牧中学（後の横浜高校）に進んだが、騎手を志して2年次で中退し、1932年より嘉七のもとで騎手見習いとなった。下総御料牧場で1年間の研修を積んだのち、1933年に横浜競馬を主宰する日本レース・倶楽部の騎手免許を取得した。当時の厩舎社会は一門意識が強く、佐藤厩舎は小勢力でもあったため騎乗機会は少なかった。太平洋戦争開戦後の1942年より兵役に就き、新潟県新潟市の防空隊で終戦を迎えた。戦争の激化に伴って競馬は1945年から休止されており、また嘉七も戦中に死去していた。競馬は1946年6月から再開される運びとなり、佐藤は同じ函館大経系の一門である大久保房松厩舎（中山競馬場）を新たな所属先とした。
再開競馬の2日目から騎手として復帰。11月からは大久保厩舎所属の3歳牝馬トキツカゼの手綱を任され、2戦目での初勝利以来連勝を続けた。翌1947年5月には戦後初のクラシック競走として行われた農林省賞典競走（皐月賞）に本命馬として出走し、マツミドリに6馬身差をつけて牝馬として初めての同競走制覇を果たした。6月の日本ダービーではマツミドリにアタマ差敗れ、牝馬として3頭目の優勝は成らなかったが、秋には牝馬クラシック競走のオークスも制して変則クラシック二冠を達成。ほかカブトヤマ記念にも勝ったトキツカゼは、1949年春をもって通算30戦11勝の成績を残して引退した。うち29戦の手綱を取った佐藤は、「体は牝にしては大きく、それでいて動きはなめらか、乗ってむずかしいところはなかった。私なんかが乗ってあれだけ走ったのだから大した馬です。私のために懸命に走ってくれたと感謝しています」との感想を述べている。トキツカゼは繁殖牝馬としてもオートキツ、オンワードゼアと2頭の八大競走優勝馬を輩出し、1990年にJRA顕彰馬に選出され殿堂入りした。
1948年にもヤシマヒメでオークスに優勝、1956年にはフェアマンナでオークスなど重賞3勝を挙げた。その後佐藤は大久保の弟子である田村駿仁、飯塚好次らに後を譲り、1960年に騎手を引退した。オークス3勝は1976年に嶋田功が更新するまで最多勝利記録であった。
調教助手として1年間過ごしたのち、1961年に調教師免許を取得し中山競馬場で厩舎を開いた。カネツ競走馬株式会社（後のローレルレーシング）を主な顧客として年間10勝前後の成績を続けていたが、1975年にデビューしたクライムカイザーが活躍。翌1976年初戦の京成杯に勝利して佐藤に開業16年目で初の重賞勝利をもたらすと、5月末の日本ダービーで絶対的な本命馬と目されていたトウショウボーイを破って優勝。佐藤もダービートレーナーの称号を得た。この競走はクライムカイザー騎乗の加賀武見が、トウショウボーイに一気に馬体を寄せて怯ませる奇襲的な騎乗を行ったことで知られており、佐藤は「加賀君に乗ってもらってよかった」と感想を述べている。
1978年、新規開場した美浦トレーニングセンターに厩舎を移す。以後はミクロンテンロー（1984年新潟大賞典）、マキバサイクロン（1990年関屋記念）と散発的に重賞勝利馬を出すに留まり、1994年2月末日をもって定年により調教師を引退した。

## 通算成績

### 騎手成績
| 1着 | 2着 | 3着 | 4着以下 | 騎乗数 | 勝率 | 連対率 |
| --- | --- | --- | ------- | ------ | ---- | ------ |
| 195 | 184 | 181 | 639     | 1399   | .139 | .271   |

#### 主な騎乗馬
- トキツカゼ（1947年農林省賞典、優駿牝馬、カブトヤマ記念）
- ヤシマヒメ（1948年優駿牝馬）
- フェアマンナ（1956年優駿牝馬、中山4歳ステークス、毎日王冠）

### 調教師成績
- 3749戦235勝

#### 主な管理馬
- クライムカイザー（1976年京成杯、弥生賞、東京優駿）
- ミクロンテンロー（1984年新潟大賞典）
- マキバサイクロン（1990年関屋記念）